# The Perfection
The Perfection es una película de terror estadounidense de 2018 dirigida por Richard Shepard, de un guion escrito por Shepard, Nicole Snyder y Eric C. Charmelo. Fue protagonizada por Allison Williams, Logan Browning y Steven Weber. Fue estrenada en el Fantastic Fest el 20 de septiembre de 2018 y en Netflix el 24 de mayo de 2019.

## Sinopsis
La película está dividida en cuatro secciones:
1. Mission (Misión)
Charlotte Willmore (Allison Williams) fue una joven chelista talentosa que se vio obligada a abandonar la prestigiosa escuela de música privada Bachoff, en Boston, para cuidar a su madre, Ruth, quien padecía una enfermedad terminal. 10 años después, su madre sucumbe a la enfermedad y muere, dando la libertad a Charlotte para retomar su vida. Ella contacta a Anton (Steven Weber), el director de la academia Bachoff, y viaja a Shanghái para reunirse con él, su esposa Paloma (Alaina Huffman), y los maestros Geoffrey y Theis; donde la academia Bachoff seleccionará a una nueva estudiante aspirante a chelista.
Allí Charlotte conoce a Elizabeth “Lizzie” Wells (Logan Browning), la alumna estrella de Anton que reemplazó a Charlotte en Bachoff, y juntas hacen parte del jurado de selección de la nueva estudiante de la academia. Durante el acto de las aspirantes, Lizzie insinúa sus deseos sexuales a Charlotte. Una vez terminado el evento, Lizzie conversa con Charlotte y comenta que Anton le dio dos semanas de vacaciones y que desea aprovecharlas en un viaje rural. Después de una noche de fiesta, ambas regresan a la habitación de hotel de Lizzie y tienen relaciones sexuales. Allí, Lizzie invita a Charlotte a su viaje, lo cual ella acepta.
2. Detour (Desvío)
A la mañana siguiente, Lizzie se despierta con resaca y Charlotte le ofrece ibuprofeno con un poco de licor. Al salir, Lizzie experimenta un dolor de estómago leve y Charlotte la lleva a comer algo en un puesto de comida callejera, pero el plato se ve desagradable y desiste en comer. Al subir a un autobús, Lizzie comienza a sentirse cada vez peor y toma agua con más ibuprofeno de Charlotte, pero en el viaje ella experimenta dolor de cabeza, vómito y diarrea. Lizzie entra en pánico cuando ambas observan que el vómito está lleno de gusanos, asustando a los demás pasajeros y siendo expulsadas del autobús, dejándolas en medio de la nada. Cada vez más enferma, Lizzie ve insectos dentro de su brazo derecho y empiezan a salir de su piel, a lo cual Charlotte, inexplicablemente, le ofrece un cuchillo de carnicero para que se corte la parte infectada y Lizzie se corta la mano de tajo.
La película retrocede los eventos sucedidos, revelando que Charlotte drogó a Lizzie con medicamentos recetados de su difunta madre, induciendo a dolor de cabeza, náuseas, picazón y alucinaciones (efectos potenciados con el licor). También, robó el cuchillo de carnicero del puesto de comida y persuadió a Lizzie a ver insectos en el vómito y en su cuerpo, llevándola a cortarse la mano.
3. Home (Casa)
Tres semanas después, en Boston, Anton y Paloma le dan la bienvenida a la nueva estudiante, Zhang Li, dando un recorrido por la academia Bachoff y la "Capilla", una sala con una acústica perfecta donde actúan las mejores estudiantes de la academia. Esa noche, Lizzie llega inesperadamente, sin su mano derecha. Ella explica lo sucedido a Anton y Paloma, donde fue descubierta inconsciente al costado de una carretera desconocida con un torniquete improvisado alrededor de su brazo, evitando que muera desangrada. Lizzie insiste en que Charlotte planeó todo por celos. Anton se muestra inicialmente comprensivo, pero, al día siguiente, le informa a Lizzie que debe abandonar la academia, mencionando que allí ya no hay lugar para ella ni como intérprete ni como maestra. Al salir, mira las fotos en el pasillo y destroza una foto de Charlotte.
Lizzie viaja a la casa de Charlotte, en Minneapolis, para secuestrarla y regresar a Bachoff. Cuando Charlotte despierta, Anton la confronta por sus acciones y ella revela que planeó todo debido a que se percató del tatuaje de corchea de Lizzie, un símbolo para las mejores estudiantes de la academia que Anton, Geoffrey y Theis, en complicidad con su esposa Paloma, abusaban sexualmente como parte de un castigo por no alcanzar la perfección musical. Charlotte también lleva el tatuaje y experimentó años de violación y tortura a manos de Anton y sus maestros, hasta que su madre enfermó, retirándose de la academia para cuidarla. Como Lizzie estaba tan obsesionada con la academia, ella planeó la amputación de Lizzie para salvarla de Bachoff, sabiendo que si ya no podía tocar, Anton la expulsaría de la academia por ser inútil.
Anton somete a Charlotte y la lleva a la Capilla, esposándola de los tobillos, vistiéndola y arreglándola elegante para una presentación ante él, Paloma, Lizzie, Geoffrey, Theis y Zhang Li, inconsciente de la situación. Anton le dice a Charlotte que ejecute una pieza musical complicada y que si no comete ningún error, ella será libre de irse; pero si comete tan solo un error, Zhang Li "pagará el precio" (presumiendo que abusará sexualmente de Zhang Li como lo hizo con Charlotte). Charlotte interpreta la pieza con errores, debido a que dejó de tocar durante varios años, y al terminar, Anton dice que no le hará nada a Zhang Li, que los errores los pagará ella misma. Anton, Paloma y Zhang Li abandonan la Capilla, dejando a Geoffrey, Theis y Lizzie, que atan a Charlotte para violarla en grupo. Lizzie amenaza con violar a Charlotte con el muñón de su mano como venganza, pero Geoffrey y Theis de repente colapsan y mueren.
Lizzie y Charlotte se besan, la película retrocede los eventos hasta antes del secuestro de Charlotte, revelando que el plan de Charlotte para hacer caer en cuenta a Lizzie de los abusos sexuales de la academia y expulsarla de allí funcionó, y Lizzie le agradece por sus acciones. Allí, las dos planean su venganza contra Anton y la academia, haciendo que Lizzie "secuestre" a Charlotte y, aprovechando su confianza con Anton, envenene el licor de los hombres durante la presentación de Charlotte en la Capilla.
4. Duet (Dueto)
Anton encuentra a Paloma drogada y apuñalada, y se enfrenta a Charlotte y Lizzie, armadas con cuchillos de cocina. Se revela que Charlotte, después de salir de la academia por la enfermedad de su madre, fue sometida a terapias de electroshock debido a los abusos sexuales, terapias que le ayudaron a liberarse de sus traumas. Juntas atacan a Anton, pero él aprovecha que Charlotte se descompone para quitarle el cuchillo y mutilar su brazo izquierdo antes de que Lizzie lo deje inconsciente.
Algún tiempo después, Anton, con la boca y los ojos cerrados y las extremidades amputadas, se ve obligado a escuchar la pieza musical interpretada en la Capilla por Charlotte y Lizzie, cada una compensando la mano que le falta a la otra.

## Reparto
- Allison Williams es Charlotte Willmore.
- Logan Browning es Elizabeth “Lizzie” Wells.
- Steven Weber es Anton.
- Alaina Huffman as Paloma.

## Recepción
La película fue bien recibida por la crítica. En Rotten Tomatoes tiene una aprobación del 83% basada en 40 reseñas, con un rating de 6.76 sobre 10. Su consenso indica: "Liderada por dos destacadas actuaciones, The Perfection es una película de suspenso ingeniosa".